# Glaucopsyche safidensis
Glaucopsyche safidensis är en fjärilsart som beskrevs av Blom 1979. Glaucopsyche safidensis ingår i släktet Glaucopsyche och familjen juvelvingar. Inga underarter finns listade i Catalogue of Life.